# Gnophos gozmanyi
Gnophos gozmanyi är en fjärilsart som beskrevs av András Vojnits 1975. Gnophos gozmanyi ingår i släktet Gnophos och familjen mätare. Inga underarter finns listade i Catalogue of Life.